# Johann Eduard Jacobsthal

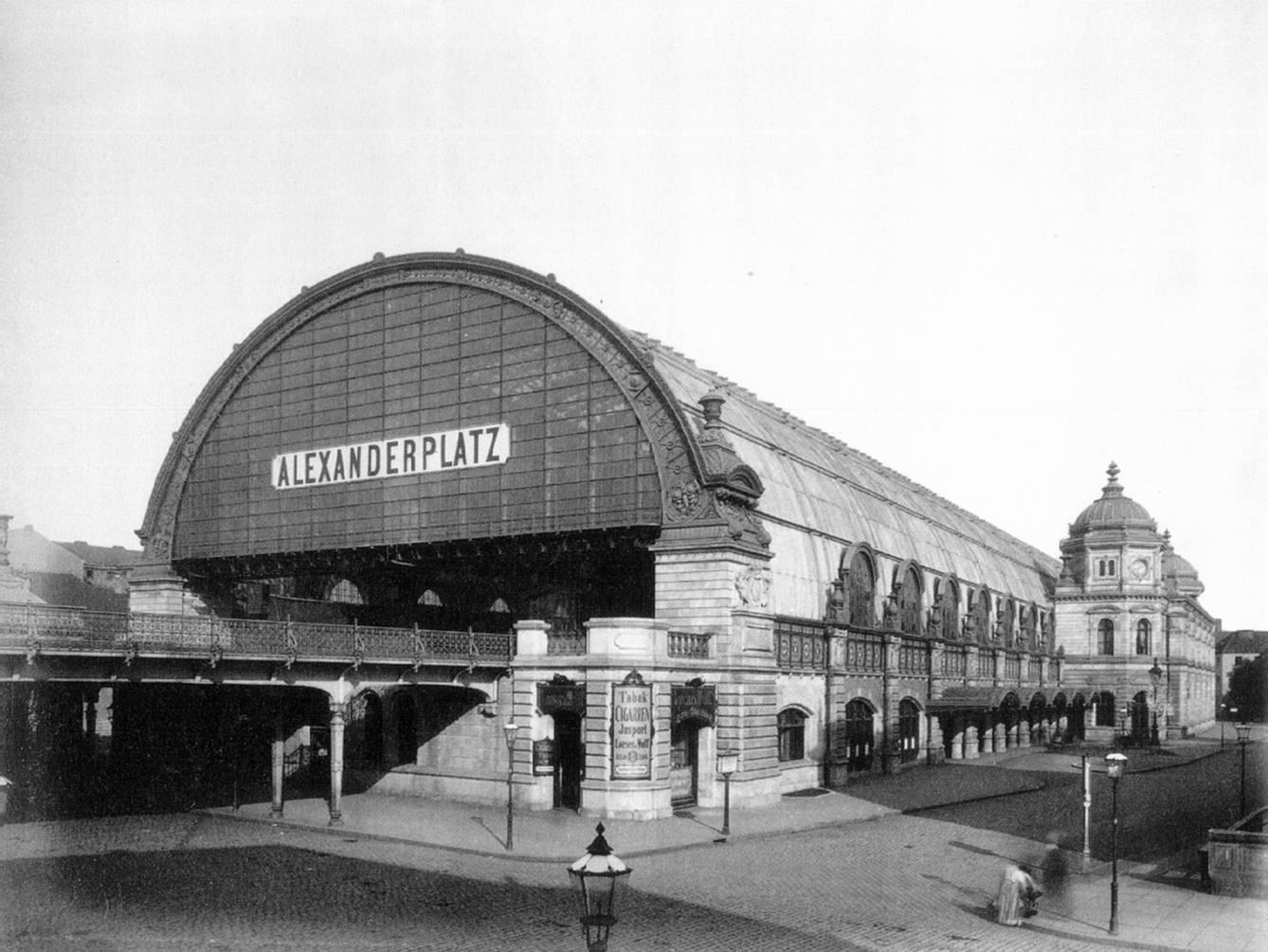
J.E. Jacobsthal: dworzec Alexanderplatz w Berlinie, 1885

Johann Eduard Jacobsthal (ur. 17 września 1839 w Starogardzie Gdańskim, zm. 1 stycznia 1902 w Berlinie-Charlottenburgu) – niemiecki architekt i wykładowca.

## Życiorys
W latach 1857–1859 studiował architekturę na berlińskiej Akademii Budowlanej (niem. Berliner Bauakademie). W 1866 zdał egzamin na architekta. Rok później podjął pracę w berlińskim ratuszu, następnie wykładał na berlińskiej Akademii Sztuk Pięknych i w Akademii Budowlanej. W 1872 został architektem krajowym (niem. Landesbaumeister). Potem wykładał na politechnice w Berlinie-Charlottenburgu, której został rektorem w latach 1889–1890, a następnie prorektorem (1890–1891).
Jacobsthal był współzałożycielem niemieckiej gazety budowlanej Deutsche Bauzeitung (DBZ), oraz członkiem Berlińskiej Akademii Sztuk Pięknych.

### Publikacje
- Grammatik der Ornamente 2 ed., Berlin, 1880[3]
- Süditalienische Fliesenornamente ib. 1887[3]
- Araceenformen in der Flora des Ornaments 2d ed., 1889[3]

### Projekty
- 1875-1882 - główny architekt budowy berlińskiej kolejki miejskiej[2][4]
- 1881 - projekt dworca kolejowego Berlin Alexanderplatz w ramach budowy Stadtbahn
- 1873 - kaplica grobowa hrabiów Sierakowskich w Waplewie Wielkim
- 1877-1884 - dworzec kolejowy w Strasburgu[3]
- 1890 -  bramy (niezachowane) mostu kolejowe przez Nogat w Malborku[3]
- 1891 -  portale (niezachowane) mostu kolejowego przez Wisłę w Tczewie
- 1876 - Kamienica przy pl. Wolności 10 we Wrocławiu